# Cisco VPN3000
Le Cisco VPN3000 est un concentrateur VPN de la société Cisco Systems. Plutôt utilisé pour connecter des individus à l'Intranet, il peut aussi être utilisé pour faire du LAN-to-LAN.
Les utilisateurs peuvent s'y connecter grâce au client Cisco VPN Client installé sur le poste. Dès que la connexion est établie, l'utilisateur se trouve relié à l'Intranet de l'entreprise. Cela peut être soit en mode exclusif, auquel cas il ne peut alors plus joindre le réseau sur lequel il est physiquement connecté- par exemple chez lui, soit en mode mixte. Divers protocoles peuvent être utilisés, comme IPSEC, VPN-SSL, etc.
Les VPN3000 sont désormais remplacés par la gamme Cisco ASA 55xx